# Ocampo (Guanajuato)
Ocampo è una città dello stato di Guanajuato, nel Messico centrale, capoluogo dell'omonima municipalità.
La municipalità conta 20.579 abitanti e copre un'area di 1.019,49 km².